# منتخب البرازيل لسباعيات الرغبي
منتخب البرازيل لسباعيات الرغبي هو ممثل البرازيل الرسمي في المنافسات الدولية في سباعيات الرغبي .